# Dan Marchesin
Dan Marchesin (7 de maio de 1947, Bucareste, Romenia) é um pesquisador brasileiro, membro titular da Academia Brasileira de Ciências na área de Ciências Matemáticas desde 14 de junho de 2000.
É professor e pesquisador no Instituto Nacional de Matemática Pura e Aplicada.
Foi condecorado na Ordem Nacional do Mérito Científico.